# 土居屋敷
土居屋敷（どいやしき）は、広島県広島市安佐北区可部にあった戦国時代の熊谷氏の居館。「熊谷氏の遺跡（伊勢が坪城跡・高松城跡・土居屋敷跡・菩提所観音寺跡）」として広島県指定史跡。

## 概要

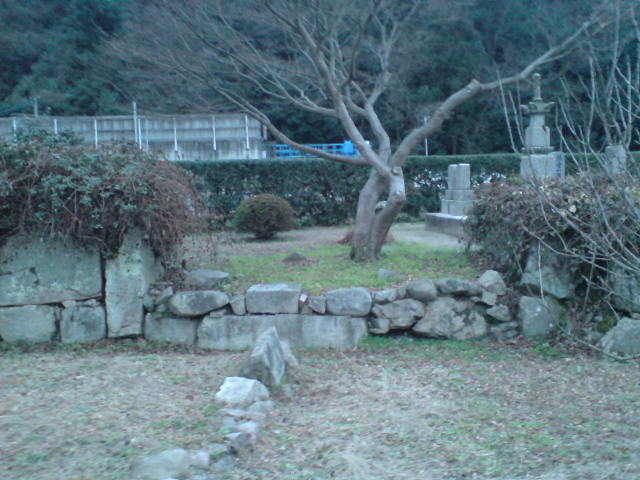
門跡切り欠き部分 （2007年1月撮影）

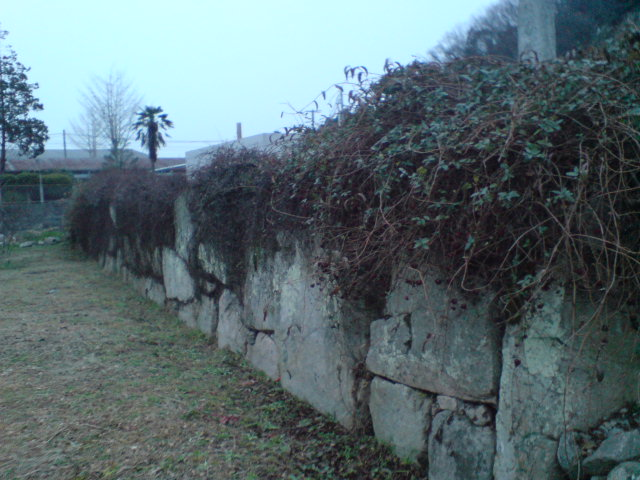
正面石垣（2007年1月撮影）

安芸熊谷氏当主・熊谷高直によって、高直自らの居城である三入高松城の城地であった高松山の麓に建てたと言われている。三入高松城は詰の城としての役割を担い、熊谷氏の日常生活はこの土居屋敷で営まれていたと考えられている。
熊谷高直の頃の安芸国は、熊谷氏の従う毛利氏の勢力拡大により国内は安定した状態に入っていたため、生活に不便のない山麓に住居を構えたものと推測される。
しかし、土居屋敷も守りを考えた居館であり、約60m2の四角形の敷地には石垣がめぐらされ、居館の西方には根谷川、北には堀を備え、近世的な城郭としての機能もあったものと思われる。その土居屋敷の後方には、詰の城の役割を持つ三入高松城のある高松山がそびえている。
1591年、広島城の完成により、当時の当主・熊谷元直もこの住み慣れた三入庄を離れ、広島に住した。そして1600年、関ヶ原の戦いに敗れた毛利氏の防長移封に従い、当時の当主・熊谷元直も萩に移住し、およそ350年に渡る熊谷氏の三入庄支配は終焉を迎えるのである。この時に土居屋敷も破却されたものと思われる。

## 現在
現在は県史跡に指定されながらも周辺地域は畑や駐車場となり、アパートや変電所が建てられ、往時の雰囲気を感じる事はできない。わずかに残る巨石を使った石垣だけが、熊谷氏の栄華を偲ばせる。
史跡指定は1951年（昭和26年）だが、1970年（昭和45年）の追加指定と名称変更により、高松城跡・伊勢が坪城跡・菩提所観音寺跡とあわせて「熊谷氏の遺跡」として一括された。
国道54号線を挟んだ反対側に、熊谷氏の菩提寺であった菩提所観音寺跡がある。